# ファティマ堂区

普済禅院

花地瑪堂区（ファティマどうく）は、マカオ半島最北に位置する、マカオ最大の堂区。
面積 2.7 平方キロメートル、人口12万6000人であり、マカオ半島の陸地の約 40.3 パーセント、人口の三分の一を構成する。

## 概要
ほとんどは埋立地から成る：
- 青洲
- 台山（中国語版）
- 馬場（中国語版）、黒沙環（中国語版）、祐漢新村（中国語版）
- 望廈（中国語版）
- 筷子基（中国語版）
- 関閘
- 慕拉士
- 港珠澳大橋珠澳口岸（中国語版）

1970年代に農地から開発された。この頃は、工場の 41 パーセントがここにあった。
北東に聖安多尼堂区と望徳堂区がある。